# Gheorghe Maftei (bobsleista)
Gheorghe Maftei (ur. 7 sierpnia 1939 w Mogoșești, zm. w styczniu 2006) – rumuński bobsleista, uczestnik igrzysk olimpijskich w Innsbrucku (1964) i igrzysk w Grenoble (1968).

## Igrzyska olimpijskie
Gheorghe Maftei zadebiutował w igrzyskach olimpijskich w 1964 w austriackim Innsbrucku, podobnie zresztą jak reszta z piątki reprezentantów Rumunii. Najmłodszy z tej piątki Gheorghe Maftei wystąpił tylko w czwórkach. Reprezentacja Rumunii w składzie Ion Panțuru, Gheorghe Maftei, Constantin Cotacu, Hariton Pașovschi zajęła na tych zawodach 15. miejsce.
W igrzyskach olimpijskich w Grenoble Mafeti wystąpił zarówno w dwójkach, jak i czwórkach. W dwójce wraz z pilotem Romeo Nedelcu nie ukończył zawodów już w pierwszym zjeździe. W czwórce reprezentanci Rumunii w składzie Ion Panțuru, Petre Hristovici, Gheorghe Maftei, Nicolae Neagoe zajęła 4. miejsce.